# Казали Натали (Ријети)
Казали Натали је насеље у Италији у округу Ријети, региону Лацио.
Према процени из 2011. у насељу је живело 29 становника. Насеље се налази на надморској висини од 728 м.